# Coupe du Liechtenstein de football 1952-1953
 (février 2023).
Si vous disposez d'ouvrages ou d'articles de référence ou si vous connaissez des sites web de qualité traitant du thème abordé ici, merci de compléter l'article en donnant les références utiles à sa vérifiabilité et en les liant à la section « Notes et références ».
Navigation
Édition précédente Édition suivante
La coupe du Liechtenstein 1952-1953 de football est la 8e édition de la Coupe nationale de football, la seule compétition nationale du pays en l'absence de championnat.
La finale est disputée à Vaduz, le 13 septembre 1953, entre le FC Vaduz et le FC Triesen.
Le FC Vaduz remporte le trophée en battant le FC Triesen. Il s'agit du 3e titre de l'histoire du club dans la compétition, le deuxième consécutif.

## Finale
| 13 septembre 1953 | FC Vaduz | 4 - 2 | FC Triesen | Vaduz |  |
|                   |          |       |            |       |  |